# Crash Bandicoot (computerspelserie)
Crash Bandicoot is een serie computerspellen van Naughty Dog en van Sierra Entertainment. Het eerste spel in de serie kwam op 31 augustus 1996 uit in de Verenigde Staten. 

## Beschrijving
Hoofdpersonage Crash is een buideldas die met zijn gekloonde tweelingbroer Crunch door de kwaadaardige Doctor Neo Cortex zijn veranderd in lopende mannetjes die draai-aanvallen kunnen uitvoeren. Ze beschikken over een grote intelligentie, hoewel ze niet kunnen praten (in tegenstelling tot zus Coco, die wel kan praten). De spellen spelen zich voornamelijk af op de Wumpa Islands, een fictief archipel ten zuiden van Australië. Oorspronkelijk was Crash Bandicoot een serie platformspellen voor de PlayStation. Sinds 2001 komen de spellen niet meer exclusief voor de PlayStation-spelcomputers uit en zijn er tevens vele racespellen met de karakters uit de serie ontwikkeld.
In juni 2017 kwam exclusief voor PlayStation 4 een remaster van de eerste drie games onder de naam Crash Bandicoot: N. Sane Trilogy uit, als eerbetoon aan de twintigste verjaardag van de franchise. In juni 2018 verscheen de trilogie tevens voor de Nintendo Switch, Windows en Xbox One. In 2019 verscheen er een remaster van Crash Team Racing, genaamd Crash Team Racing Nitro-Fueled. De game kwam uit voor de Nintendo Switch, PlayStation 4 en Xbox One.  
In juni 2020 werd Crash Bandicoot 4: It's About Time als vervolg op (de geremasterde versie van) Crash Bandicoot 3: Warped aangekondigd, dat op 2 oktober 2020 uitkwam. Daarmee werd de chronologische volgorde van het verhaal in de games aangepast; Crash Bandicoot: The Wrath of Cortex gold daarvoor als vervolg op Crash Bandicoot 3.

## Spellen in de serie
| Jaar | Titel                                  | Platform                                                                          | Genre    |
| ---- | -------------------------------------- | --------------------------------------------------------------------------------- | -------- |
| 1996 | Crash Bandicoot                        | PlayStation                                                                       | Avontuur |
| 1997 | Crash Bandicoot 2: Cortex Strikes Back | PlayStation                                                                       | Avontuur |
| 1998 | Crash Bandicoot 3: Warped              | PlayStation                                                                       | Avontuur |
| 1999 | Crash Team Racing                      | PlayStation                                                                       | Race     |
| 2000 | Crash Bash                             | PlayStation                                                                       | Party    |
| 2001 | Crash Bandicoot: The Wrath of Cortex   | GameCube, PlayStation 2, Xbox                                                     | Avontuur |
| 2002 | Crash Bandicoot XS                     | Game Boy Advance                                                                  | Avontuur |
| 2003 | Crash Bandicoot 2: N-Tranced           | Game Boy Advance                                                                  | Avontuur |
| 2003 | Crash Nitro Kart                       | Game Boy Advance, GameCube, N-Gage, PlayStation 2, Xbox                           | Race     |
| 2004 | Crash Bandicoot Fusion                 | Game Boy Advance                                                                  | Avontuur |
| 2004 | Crash Twinsanity                       | Mobiele telefoon, PlayStation 2, Xbox                                             | Avontuur |
| 2005 | Crash Tag Team Racing                  | GameCube, PlayStation 2, PlayStation Portable, Xbox                               | Race     |
| 2006 | Crash Boom Bang!                       | Nintendo DS                                                                       | Party    |
| 2007 | Crash Bandicoot: Crash of the Titans   | Nintendo DS, PlayStation 2, PlayStation Portable, Wii, Xbox 360                   | Avontuur |
| 2008 | Crash Bandicoot: Mind Over Mutant      | Nintendo DS, PlayStation 2, PlayStation Portable, Wii, Xbox 360                   | Avontuur |
| 2017 | Crash Bandicoot: N. Sane Trilogy       | Nintendo Switch, PlayStation 4, Windows, Xbox One, Windows                        | Avontuur |
| 2019 | Crash Team Racing Nitro-Fueled         | Nintendo Switch, PlayStation 4, Xbox One                                          | Race     |
| 2020 | Crash Bandicoot 4: It's About Time     | Nintendo Switch, PlayStation 5, Xbox Series X/S, Playstation 4, Xbox One, Windows | Avontuur |
| 2021 | Crash Bandicoot: On the Run!           | iOS, Android                                                                      | Avontuur |